# Mission : Terre
Mission : Terre (Assignment: Earth) est le vingt-sixième et dernier épisode de la deuxième saison de la série télévisée Star Trek. Il fut diffusé pour la première fois le 29 mars 1968 sur la chaîne américaine NBC.
L'Enterprise est envoyé volontairement dans le temps sur la Terre, en 1968, pour enquêter sur une aide extra-terrestre qu'aurait reçue la Terre pendant l'âge nucléaire.

## Distribution

### Acteurs principaux
- William Shatner — James T. Kirk (VF : Yvon Thiboutot)
- Leonard Nimoy — Spock (VF : Régis Dubost)
- DeForest Kelley — Leonard McCoy
- James Doohan — Montgomery Scott
- George Takei — Hikaru Sulu
- Nichelle Nichols — Uhura
- Walter Koenig — Pavel Chekov

### Acteurs secondaires
- Robert Lansing - Gary Seven
- Teri Garr - Roberta Lincoln
- Don Keefer - Contrôleur de mission Cromwell
- Morgan Jones - Colonel Jack Nesvig
- Lincoln Demyan - Sergent Lipton
- Paul Baxley - Chef de la sécurité
- Ted Gehring - Second Policier
- Bruce Mars - Premier Policier
- Victoria Vetri - Isis - Forme humaine(non créditée)
- Barbara Babcock - Voix de l'ordinateur Beta 5(non créditée)

## Résumé
L'Enterprise est renvoyée en orbite de la Terre autour de l'année 1968 afin de faire des recherches historique. Ceux-ci captent un signal venant d'un téléporteur. Le Capitaine Kirk est intrigué car les appareils de téléportations n'existent pas sur Terre à cette époque. Le signal est envoyé depuis une autre planète. Un extraterrestre qui a pour nom Gary Seven se téléporte dans le vaisseau en compagnie de son chat, nommé Isis. Seven dit venir d'une autre planète, protectrice de la Terre et cachée de tous. Après avoir été mis en détention, Seven réussi à s'échapper et à se téléporter. Pendant ce temps, Spock découvre que d'ici peu aura lieu le tir d'un missile nucléaire par les États-Unis dont l'issue risque d'être décisif pour l'avenir de la planète.
Arrivé sur Terre, Gary Seven enquête sur la disparition de deux agents 201 et 347 qui devaient empêcher l'explosion du missile, mais ceux-ci sont morts dans un accident de voiture. Il croise aussi la route de Roberta Lincoln, l'ancienne secrétaire des deux agents, qui, ignorant leur disparition, est surprise par l'attitude étrange de Gary Seven. Peu de temps après, Kirk et Spock arrivent dans le bâtiment et se heurtent à Roberta. Seven en profite pour utiliser un téléporteur caché dans un coffre fort de son bureau afin d'arriver près de McKinley Rocket Base où doit être lancé le missile. Il réussit à s'y introduire après avoir hypnotisé un des gardes de la sécurité. Il tente alors de trafiquer la fusée avant son lancement afin que celui-ci échoue.
Kirk et Spock se téléportent dans la base mais sont immédiatement arrêtés. L'ingénieur en chef de l'Enterprise, Montgomery Scott parvient à détecter Seven et tente de le téléporter à bord du vaisseau. Cette téléportation échoue à la suite d'une manipulation hasardeuse de Roberta sur l'ordinateur de Gary Seven. Celui-ci tente alors de diriger manuellement le missile. Roberta, le prenant pour un espion tente de l'en empêcher. Kirk et Spock se téléportent à bord du bureau. Gary Seven arrive finalement à les convaincre du bien fondé de son action, le missile, s'il n'est pas détruit, risque de provoquer la troisième guerre mondiale. Spock réussit à détruire le missile en utilisant l'ordinateur à son tour.
Spock et Kirk discutent avec Gary Seven, expliquant que leur action a permis au cours du temps de s'écouler à nouveau normalement. Seven décide de garder Roberta à son service.

### Continuité
- C'est le dernier épisode de la série à montrer les voyages dans le temps comme des voyages de routine. L'univers de Star Trek instaurera ensuite une "Directive Première Temporelle" empêchant les voyageurs d'interférer avec le cours du temps.

## Production

### Écriture
"Mission : Terre" devait être à la base une nouvelle série produite par le créateur de Star Trek Gene Roddenberry, mettant en scène Gary Seven et Roberta Lincoln. L'idée d'un pilote original, nommé "Seven" fut écrit au mois d'avril 1965 alors que le projet "Star Trek" n'était pas encore à l'antenne et une première version du scénario fut écrite en novembre 1966 avant d'être abandonné. Au milieu de l'année 1967, la NBC ne souhaitait pas renouveler Star Trek pour une nouvelle saison, Roddenberry décida de mettre en scène ce script qui pouvait servir de pilote déguisé pour lancer le projet "Mission : Terre."
Le scénario fut écrit par Roddenberry et Art Wallace en octobre 1967 avant d'être travaillé en novembre et décembre de la même année. Dans une version du 20 décembre 1967, on pouvait voir l'équipage de l'Enterprise regarder la série Bonanza sur leurs écrans de contrôle.
Finalement, Star Trek aura droit à une saison supplémentaire et "Mission : Terre" ne vit finalement pas le jour. Roddenberry réutilisera l'idée d'extra-terrestres envoyé mystérieusement sur Terre pour la sauver dans un téléfilm de 1974 : "The Questor Tapes."

### Casting
Robert Lansing est le seul acteur à avoir droit au rang de "guest star" dans la série avec une mention dans le générique.

### Tournage
Le tournage eut lieu du 2 au 10 janvier 1968 au studio de la compagnie Desilu sur Gower Street à Hollywood, sous la direction du réalisateur Marc Daniels L'ordinateur de Gary Seven réutilise des éléments de l'ordinateur M-5 de l'épisode Unité multitronique.
Teri Garr n'aimait pas l'idée de porter une jupe aussi courte mais dû le faire sur insistance de Gene Roddenberry.

### Post production
L'épisode réutilise un plan de Manhattan utilisé dans de nombreux épisodes de la série Des agents très spéciaux. Les plans de fusées sont des photos de la NASA lors des lancements des programmes Apollo 6 et Apollo 4.

## Diffusion et réception critique

### Diffusion américaine
L'épisode fut retransmis à la télévision pour la première fois le 29 mars 1968 sur la chaîne américaine NBC en tant que vingt-sixième et dernier épisode de la deuxième saison. Six jours après la diffusion de cet épisode l'assassinat de Martin Luther King eu lieu.

### Diffusion hors États-Unis
L'épisode fut diffusé au Royaume Uni le 4 novembre 1970 sur BBC One.
En version francophone, l'épisode fut diffusé au Québec en 1971 par Télé-Métropole et son réseau d'affiliés. En France, l'épisode est diffusé le dimanche 9 janvier 1983 sur TF1. Il fait partie des treize épisode à avoir été diffusés à cette période.

### Réception critique
Teri Garr refusera longtemps de s'exprimer sur cet épisode qu'elle trouvait mauvais ainsi qu'au sujet de Star Trek, série pour laquelle elle avait peu d'estime.
Dans un classement pour le site Hollywood.com Christian Blauvelt place cet épisode à la 24e position sur les 79 épisodes de la série originelle, trouvant l'épisode original. À l'inverse, pour le site The A.V. Club Zack Handlen donne à l'épisode la note de D trouvant qu'il ne s'agit plus d'un épisode de Star Trek, les personnages étant beaucoup trop en retrait par rapport à Gary Seven.

## Adaptations littéraires
L'épisode fut romancé sous forme d'une nouvelle de 12 pages écrite par l'auteur James Blish dans le livre Star Trek 3, un recueil compilant différentes histoires de la série et sortit en avril 1969 aux éditions Bantam Books. L'action de l'épisode fut déplacée de 1968 à 1969.
Si la série "Mission : Terre" n'a jamais été lancée, elle a cependant été adaptée sous forme de comic-books en 2008 chez IDW Publishing et dans des romans dérivés. De nombreux clins d'oeil à l'univers de Star Trek y sont effectués, ainsi, un épisode du comic-book se éroule durant les événements de Tomorrow Is Yesterday et le roman Assignment: Eternity voit une rencontre entre Gary Seven et Khan Noonien Singh.

## Éditions commerciales
Aux États-Unis, l'épisode est disponible sous différents formats. En 1986, l'épisode est sorti en VHS et Betamax avant d'être réédité en avril 1994. L'épisode sortit en version remastérisée sous format DVD en 1999 et 2004.
L'épisode connu une nouvelle version remasterisée sortie le 3 mai 2008 : l'épisode fit l'objet de nouveaux effets spéciaux, notamment les plans de l'Enterprise et de la Terre vu de l'extérieur qui seront refait à partir d'images de synthèse. A noter qu'une erreur s'est glissée et que la Terre ne tourne pas dans le bon sens. Cette version est comprise dans l'édition Blu-ray, diffusée en septembre 2009.
En France, l'épisode fut disponible avec l'édition VHS de l'intégrale de la saison 2 en 2000. L'édition DVD est sortie le 18 novembre 2004 et l'édition Blu-ray le 27 avril 2009.